# Heymericus de Campo
Heymericus de Campo (även Heymeric van de Velde), född 1395 i Son, död 1460 i Louvain, var en nederländsk skolastisk filosof och teolog. Han var influerad av Albertus Magnus samt lärare åt Nicolaus Cusanus.

## Biografi
Heymericus de Campo studerade vid Paris universitet och föreläste senare vid Kölns universitet och Louvains universitet. I verket Tractatus Problematicus polemiserar han, tydligt påverkad av sin lärare Johannes de Nova Domo, mot thomisterna.